# Пічиніско
Пічиніско (італ. Picinisco) — муніципалітет в Італії, у регіоні Лаціо,  провінція Фрозіноне.
Пічиніско розташоване на відстані близько 120 км на схід від Рима, 45 км на схід від Фрозіноне.

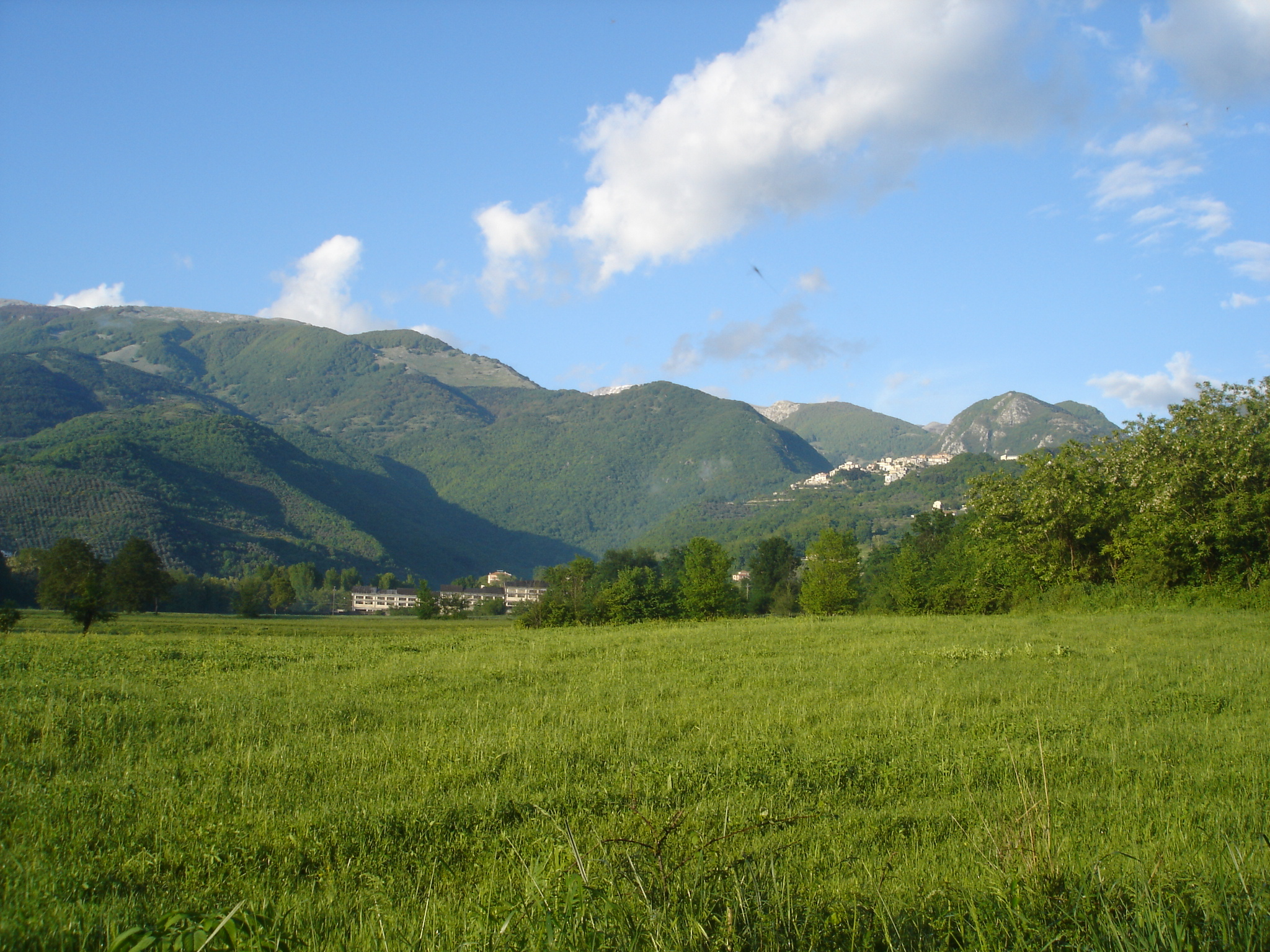

Населення — 1219 осіб (2014).

## Демографія
Населення за роками:

Станом на 1 січня 2023 року в муніципалітеті офіційно проживав 41 іноземець з 11 країн, серед них 14 громадян країн Євросоюзу та 2 громадяни України.

## Сусідні муніципалітети
- Альфедена
- Атіна
- Барреа
- Галлінаро
- Піццоне
- Сан-Б'яджо-Сарачиніско
- Сант'Елія-Ф'юмерапідо
- Сеттефраті
- Вілла-Латіна